# Journée du souvenir et de la victoire sur le nazisme pendant la Seconde Guerre mondiale 1939-1945
La Journée du souvenir et de la victoire sur le nazisme pendant la Seconde Guerre mondiale 1939-1945  est un jour férié observé en  Ukraine et qui est célébrée le 8 mai, elle remplace le jour de la Victoire sur la nazisme du 9 mai.
Depuis 2015 le président Porochenko avait institué 8 mai mais restait le 9 mai la journée de commémoration soviétique de la victoire sur le nazisme.